# Mezze stagioni
Mezze stagioni è un disco del gruppo musicale italiano degli Ex-Otago, pubblicato nel 2011 tramite azionariato popolare e distribuito dalla Venus.
L'album è stato prodotto tramite l'azionariato popolare, nell'ambito dell'iniziativa Anche io produco gli Ex-Otago, che prevede che i fan del gruppo divengano anche produttori, acquistando un'azione e finanziare così il disco.

## Tracce
Tutte le tracce sono state scritte da Maurizio Carucci, con l'eccezione di The Rhythm Of The Night, cover dei Corona, e Patrizia, Figli degli hamburger e Costa Rica, che hanno visto la collaborazione di Alberto Argentesi.
1. Marco corre - 3:05 (Carucci)
2. Patrizia - 4:09 (Carucci, Argentesi)
3. Figli degli hamburger - 3:55 (Carucci, Argentesi)
4. Una vita col riporto - 3:51 (Carucci)
5. Ricominciamo da 3 - 4:24 (Carucci)
6. Gli Ex-Otago e la Jaguar gialla - 4:12 (Carucci)
7. Holidays - 3:08 (Carucci)
8. Costa Rica - 4:33 (Carucci, Argentesi)
9. Dentro la foresta - 4:40(Carucci)
10. Dance A.M. - 4:35 (Carucci)
11. The Rhythm of the Night - 3:50 (Corona)
12. Bar del Corso - 2:05 (Carucci)
13. Voglio una donna - 3:58 (Carucci)[2]

## Musicisti
- Maurizio Carucci (voce, sintetizzatore)
- Alberto Argentesi (sintetizzatore, voce, giocattoli)
- Simone Bertuccini (chitarra, sintetizzatore)
- Gabriele Floris (batteria, percussioni)